# Karina Rydberg
Mildred Karina Rydberg, född 26 januari 1963 i Nässjö, är en svensk sångerska.
Rydberg deltog i den svenska Melodifestivalen 1983 med melodin Nu börjar jag mitt liv, en tävling där Carolas "Främling" vann och Rydberg kom på sjätteplats.
Hon har även medverkat i musikalerna Emil i Lönneberga, Rockoperan Tommy och Rocky Horror Show på Chinateatern i Stockholm.
Barnskådespelaren Kimberly Rydberg är dotter till Karina Rydberg.

## Teaterroller (ej komplett)
| År   | Roll     | Produktion                            | Regi           | Teater       |
| ---- | -------- | ------------------------------------- | -------------- | ------------ |
| 1983 | Columbia | The Rocky Horror Show Richard O'Brien | Thotte Dellert | Chinateatern |